# Koolicar
Koolicar est une société d'autopartage entre particuliers. Elle permet aux propriétaires de mettre leurs véhicules en location auprès d'autres usagers, sans échange de clés, via l'emploi d'un boîtier électronique. Le service inclut le carburant, l'assistance et l'assurance. En avril 2017, 230 000 personnes sont inscrites sur le site web de l'entreprise et 50 000 véhicules sont équipés de la solution de l'entreprise. 
Le 26 décembre 2018, Koolicar annonce la fin de son activité, pour des raisons financières. La start-up fondée en 2011 a motivé sa décision par le fait que "les particuliers restent encore largement observateurs" des changements qui opèrent dans le monde des transports urbains
La société poursuit néanmoins ses services à destination des flottes professionnelles et à la conduite autonome sous la société OpenFleet,

## Historique

### Création
Stéphane Savouré créée Koolicar en 2011 en partenariat avec la MAIF. Le capital social de départ est de 202 000 euros.
En 2013, la start-up détermine avec le CREDOC un panel de testeurs sur Bègles et Cannes.
Le 27 décembre 2018 la société, lourdement déficitaire, est placée en liquidation judiciaire.

### Montée en puissance
L'assureur MAIF entre en 2014 au capital à hauteur de 2,6 millions d'euros complété par une levée de fonds privée de 200 000 euros.
En 2014 et 2015, le service proposé s'étend aux villes de Bordeaux, Dijon, Lorient, Maisons-Laffitte, Montpellier, Niort, Paris, Versailles, Vincennes et Nantes.
L'entreprise remporte plusieurs prix liés aux start-up.
En 2016 le groupe PSA Peugeot Citroën entre au capital pour une opération totale chiffrée à 18 millions d'euros. La même année Koolicar équipe quarante agglomérations et revendique plus de 60 000 inscrits.
En novembre 2017, Koolicar annonce avoir plus de 310 000 inscrits

### Ouverture aux utilisateurs professionnels
Les professionnels entrent dans le réseau en 2016 avec le lancement d'OpenFleet, filière spécialisée pour l'application du service auprès des professionnels.
L'année suivante, en 2017, Koolicar annonce avoir atteint les 230 000 inscrits sur sa plate-forme et recense 50 000 véhicules.

## Fonctionnement
Koolicar contribue à l'économie collaborative et doit assurer les bons échanges entre propriétaire et locataire du véhicule.
Afin d'éviter l'échange de clés lors de la location, la société Koolicar a recours à un boîtier électronique, appelé « Koolbox ». Installée dans le véhicule du propriétaire, la Koolbox permet au locataire d'ouvrir et d'utiliser le véhicule grâce à un badge sécurisé envoyé par la société. Durant la location, le véhicule est couvert par l'assureur MAIF. 
Depuis le 31 janvier 2017, les véhicules de la marque Peugeot, société actionnaire de Koolicar, dans lesquels sont installés un boîtier dit « Connect Box et Assistance » sont automatiquement compatibles avec le service de la société Koolicar.